# Фол

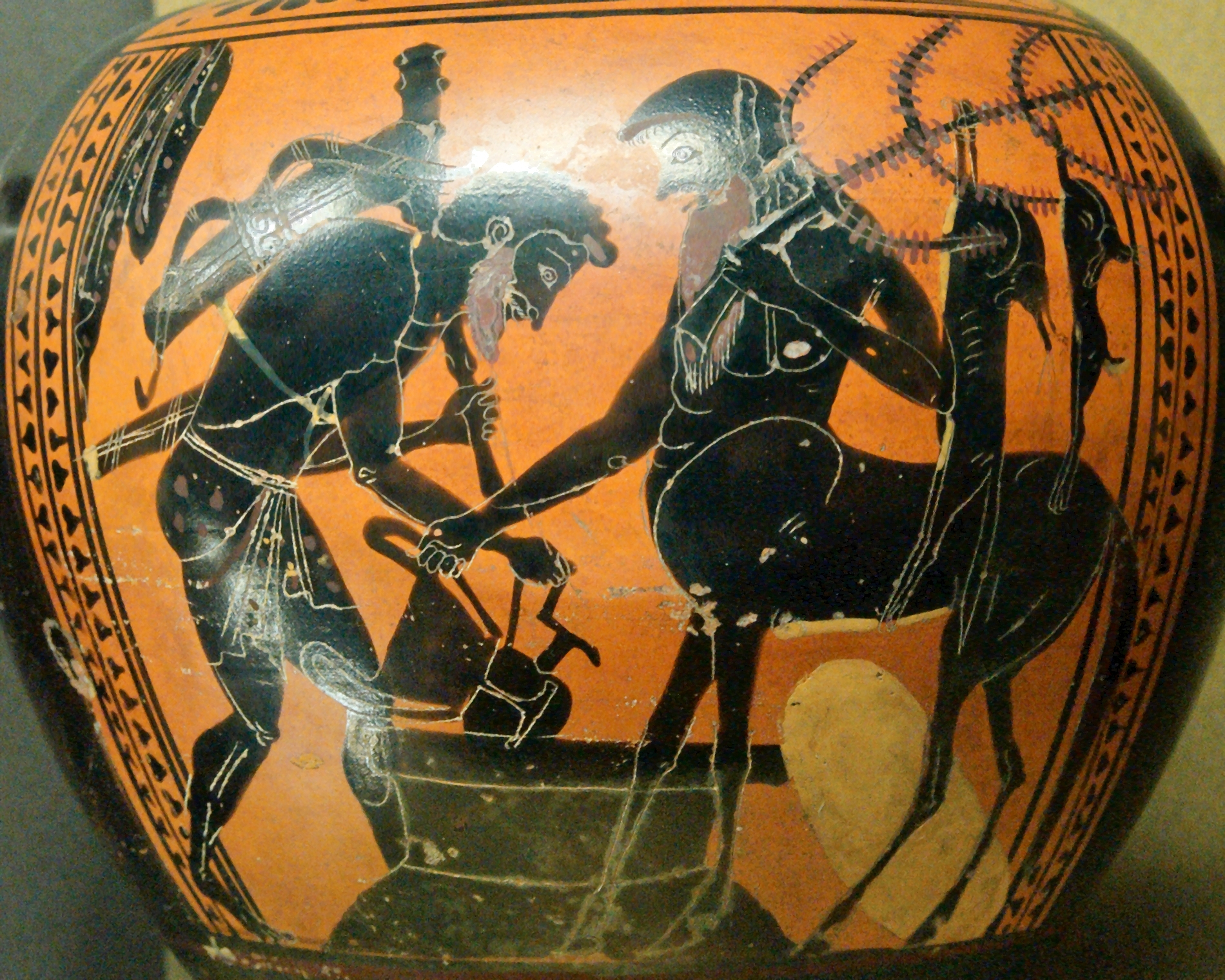
Чорнофігурний вазопис. Кентавр Фол пригощає вином Геракла. Лувр, Париж

Фол (грец. Pholos) — кентавр, син Сілена й однієї з німф. Одного разу Діоніс подарував Фолові бочку вина, яким він почастував Геракла. На запах вина збіглись інші кентаври і вчинили страшну бійку. Випадково Геракл поранив Фола (варіант: кентавр упустив отруйну Гераклову стрілу собі на ногу), і він помер. Сюжет міфа є в зображеннях на вазах.